# کانی مانگا
کانی مانگا فیلمی ایرانی در ژانر جنگی به کارگردانی سیف‌الله داد است که در سال ۱۳۶۶ منتشر شد. این فیلم دومین اثر سینمایی داد در سال ۱۳۶۶ است. این فیلم بین سال‌های ۱۳۶۷ تا ۱۳۸۵ در سالن‌های سینمای ایران اکران شد و توانست با رکورد ۱۸ سال اکران، در مجموع ۷ میلیون و ۵۸۱ هزار مخاطب جذب کند و یکی از پرمخاطب‌ترین فیلم‌های سینمای ایران لقب بگیرد. بازیگران فیلم فرامرز قریبیان، علی ثابت فر، عبدالرضا اکبری، کاظم افرندنیا، رضا رویگری و منصور والامقام هستند. نویسنده اصلی فیلمنامه این فیلم، احمدرضا درویش است.

## داستان
یک هواپیمای عراقی در منطقة کانی مانگا ـ واقع در کردستان ایران ـ سقوط می‌کند و خلبان آن که جان سالم بدر برده می‌گریزد. گروهی تکاور زیر نظر سروان یاوری مأمور می‌شوند تا خلبان را به اسارت درآورند. یکی از گروه‌های مسلح "کرد" مخالف جمهوری اسلامی به سرکردگی «کاک هوشنگ» وارد کارزار می‌شود تا خلبان را نجات بدهد. تکاوران با اعضای گروه مسلح درگیر می‌شوند و خلبان عراقی را دستگیر می‌کنند. هلی کوپترهای عراقی برای مقابله به منطقه اعزام می‌شوند و با هلی کوپترهای ایرانی نبرد هوایی را آغاز می‌کنند. درگیری به سود نیروهای ایرانی خاتمه می‌یابد و هوشنگ قبل از مرگ اعتراف می‌کند که برادر یاوری، دوست دیرینش، را به دلیل خودداری از همکاری با گروهش کشته‌است.

## بازیگران
- فرامرز قریبیان
- علی ثابت
- عبدالرضا اکبری
- کاظم افرندنیا
- رضا صفایی‌پور
- رضا رویگری

## فروش
فیلم در نوروز ۱۳۶۷ اکران خود را آغاز کرد و تا سالها فیلمی محبوب بود و تداوم اکران داشت. کانی مانگا پس از عقاب ها؛ دومین فیلم پرمخاطب اکشن تاریخ سینمای  ایران و همچنین دومین اثر پربیننده تولید دهه ۶۰ است که اکران های متعدد داشته اند. میزان فروش فیلم به تفکیک سال نمایش، به شرح زیر است:
| سال  | تعداد بلیت | میزان فروش  | منبع   |
| ---- | ---------- | ----------- | ------ |
| ۱۳۶۷ | ۳٬۵۰۳٬۹۰۸  | ۳۹٬۸۳۸٬۳۷۷  | [ ۳ ]  |
| ۱۳۶۸ | ۱٬۵۲۸٬۵۰۰  | ۱۷٬۱۶۳٬۵۲۲  | [ ۴ ]  |
| ۱۳۶۹ | ۸۶۸٬۷۲۳    | ۱۲٬۰۹۸٬۲۸۴  | [ ۵ ]  |
| ۱۳۷۰ | ۴۴۴٬۷۹۹    | ۸٬۷۰۵٬۸۸۸   | [ ۶ ]  |
| ۱۳۷۱ | ۳۵۰٬۳۸۱    | ۹٬۷۱۸٬۱۰۳   | [ ۷ ]  |
| ۱۳۷۲ | ۲۵۶٬۹۰۰    | ۱۰٬۳۳۳٬۹۱۵  | [ ۸ ]  |
| ۱۳۷۳ | ۱۵۲٬۷۴۷    | ۶٬۸۹۱٬۶۷۵   | [ ۹ ]  |
| ۱۳۷۴ | ۲۲۳٬۹۳۴    | ۱۵٬۱۷۷٬۷۷۵  | [ ۱۰ ] |
| ۱۳۷۵ | ۱۵۲٬۱۳۸    | ۱۴٬۵۳۲٬۵۵۰  | [ ۱۱ ] |
| ۱۳۷۶ | ۳۴٬۳۴۵     | ۴٬۸۵۲٬۹۲۰   | [ ۱۲ ] |
| ۱۳۷۷ | ۱۹٬۴۵۷     | ۲٬۹۲۴٬۳۳۰   | [ ۱۳ ] |
| ۱۳۷۸ | ۱۲٬۲۵۶     | ۲٬۵۲۷٬۵۵۰   | [ ۱۴ ] |
| ۱۳۷۹ | ۷٬۳۸۶      | ۱٬۵۲۹٬۷۰۰   | [ ۱۵ ] |
| ۱۳۸۰ | ۳٬۴۴۲      | ۹۳۵٬۰۵۰     | [ ۱۶ ] |
| ۱۳۸۱ | ۱۱٬۴۰۶     | ۳٬۶۰۷٬۵۵۰   | [ ۱۷ ] |
| ۱۳۸۲ | ۷٬۰۰۲      | ۲٬۶۱۹٬۴۵۰   | [ ۱۸ ] |
| ۱۳۸۳ | ۲٬۲۸۳      | ۷۴۶٬۷۰۰     | [ ۱۹ ] |
| ۱۳۸۴ | ۱٬۹۰۸      | ۷۹۵٬۰۰۰     | [ ۲۰ ] |
| ۱۳۸۵ | ۱۸۰        | ۷۲٬۰۰۰      | [ ۲۱ ] |
| مجوع | ۷٬۵۸۱٬۶۹۵  | ۱۵۵٬۰۷۰٬۳۳۹ |        |

## جوایز
| سال  | جشنواره                | بخش                    | نامزدی           | نتیجه | جایزه        | منبع   |
| ---- | ---------------------- | ---------------------- | ---------------- | ----- | ------------ | ------ |
| ۱۳۶۶ | ششمین جشنواره فیلم فجر | جایزه ویژه هیئت داوران | سیف‌الله داد      | برنده | سیمرغ بلورین | [ ۲۲ ] |
| ۱۳۶۶ | ششمین جشنواره فیلم فجر | بهترین جلوه‌های ویژه    | محمدرضا شرف‌الدین | برنده | سیمرغ بلورین | [ ۲۲ ] |
| ۱۳۶۶ | ششمین جشنواره فیلم فجر | بهترین تدوین           | روح‌الله امامی    | برنده | سیمرغ بلورین | [ ۲۲ ] |